# Horst Muys

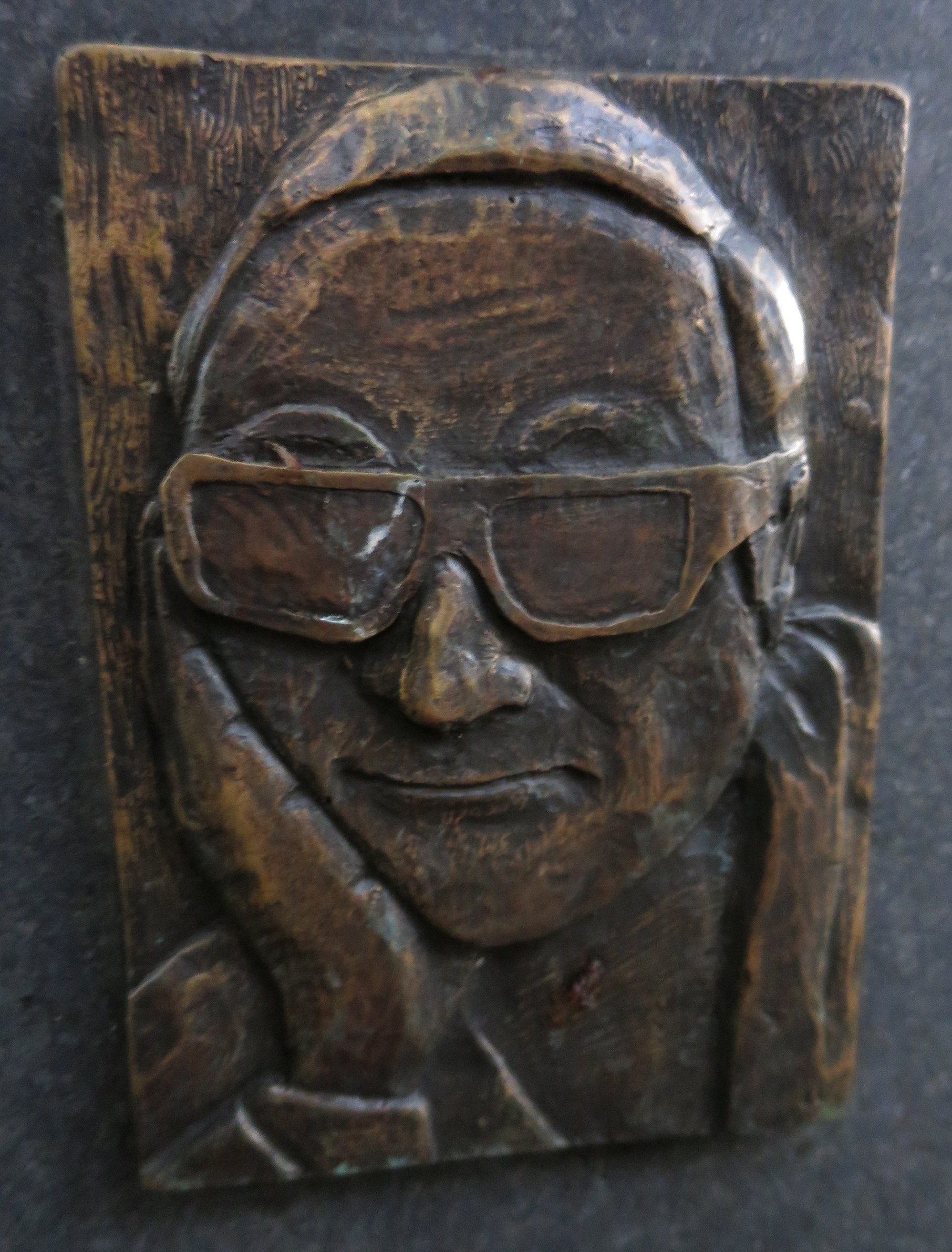
Grab-Plakette

Horst Alfred Muys (* 13. Juli 1925 in Mülheim an der Ruhr; † 20. Juli 1970 in Köln) war ein deutscher Karnevalist, Sänger von Kölner Karnevalsschlagern, Büttenredner und Krätzchensänger. Er arbeitete mit zahlreichen Künstlern zusammen, etwa mit Willy Millowitsch in dessen Theater und mit Günter Eilemann in dessen Trio; mit Lotti Krekel sang er 1969 den Karnevalshit Ene Besuch im Zoo. Aufgrund seines ausschweifenden Lebensstils war er auch im Kölner Milieu bekannt und wurde mehrfach verhaftet und angeklagt.

## Leben

### Frühe Jahre und Karrierestart in Köln

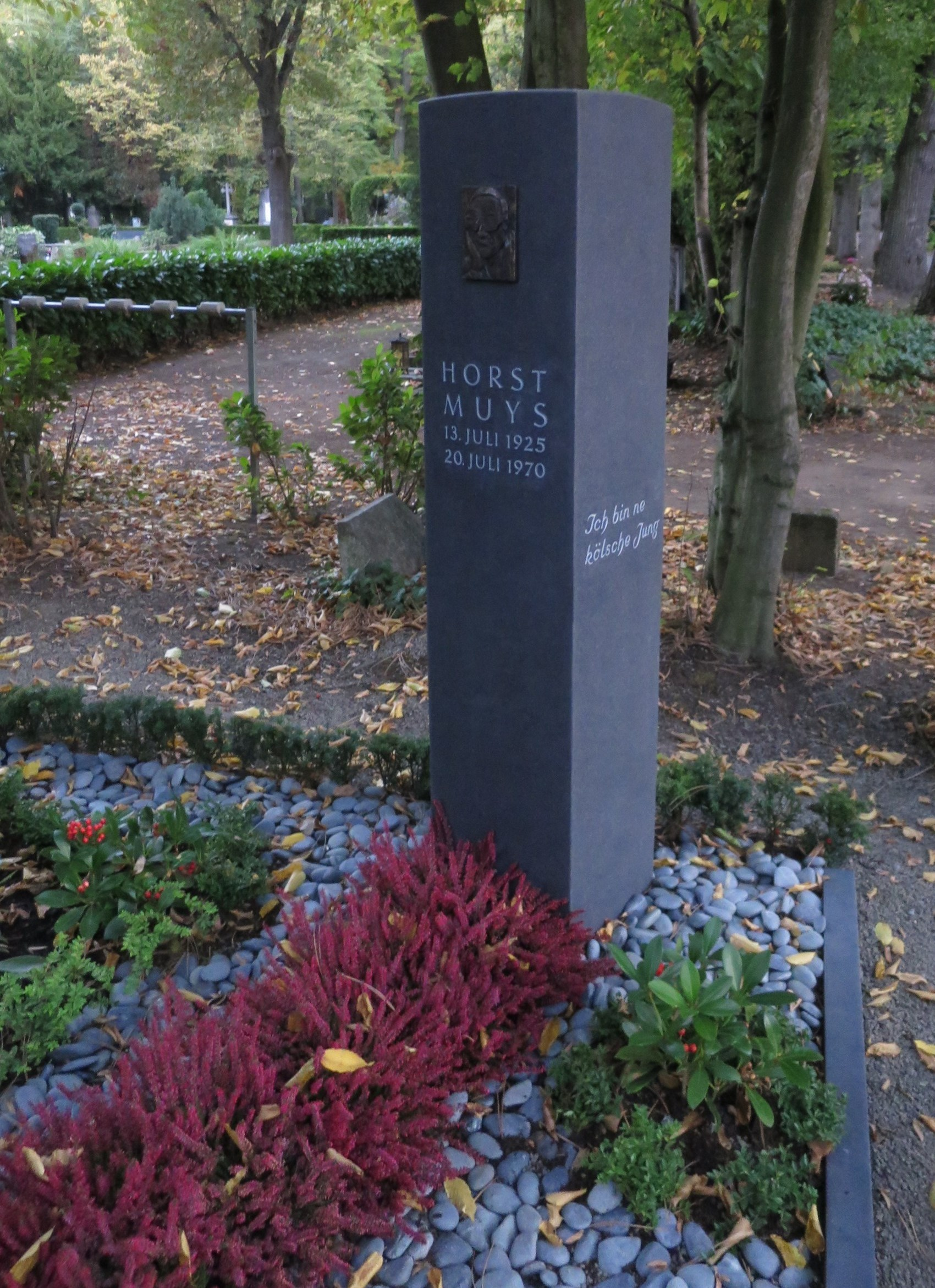
Muys Grab auf dem Melaten-Friedhof (2018)

Horst Muys wurde 1925 in Duisburg geboren und wuchs dort auf, danach ließ er sich in Berlin nach eigenen Worten unter anderem bei Gustaf Gründgens zum Schauspieler ausbilden. Seine ersten Engagements hatte er in Straßburg und Münster, nach dem Krieg zog nach Köln und gehörte ab 1945 zu dem Ensemble, mit dem Willy Millowitsch sein Millowitsch-Theater neu aufbaute.
Ab 1951 spielte er im Eilemann-Trio, wo er als „Komiker am Bass“ erfolgreich war. Zugleich hatte er auch Kontakte in der Kölner Milieu-Szene und wurde mehrfach wegen Schulden, Prügeleien, Trunkenheit und Unterhaltsentzug verhaftet; Eilemann musste ihn oft in „Spelunken des Milieus auslösen“, da Muys zu viel Geld verspielt hatte.

### Erfolge im Kölner Karneval
In den 1950er und 1960er Jahren wurde Muys durch Lieder und Reden im Kölner Karneval bekannt, und ab 1961 trat er als Einzelredner und als Sänger auf. Er hatte mehrere kleine Rollen in Filmen und auf Kölner Bühnen und trat regelmäßig zur Karnevalssession als „Gilb des Kölner Karnevals“ auf, wobei seine Auftritte in der Regel in Form von Dialogen mit dem Publikum als Extemporés stattfanden.
Seine frivolen Witze überanstrengten gelegentlich die Moralvorstellungen seiner Zeit. 1968 verließ der Kölner Oberbürgermeister Theo Burauen empört den Sitzungssaal, worauf Muys wenig später vom Festkomitee mit einem Auftrittsverbot bestraft wurde. In der Folge kam es zu Protesten der Anhänger Muys, und er wurde von dem damaligen Landtagspräsidenten Nordrhein-Westfalens, dem SPD-Politiker John van Nes Ziegler, demonstrativ an Weiberfastnacht in den Düsseldorfer Landtag geholt. Bereits im November 1969 durfte Muys wieder im Kölner Karneval auftreten.
Muys sang populäre Evergreens wie Heidewitzka, Herr Kapitän, Heimweh nach Köln oder Ich bin ene kölsche Jung. Ebenfalls in den 1960ern gründete er mit Harry Fey das Duo Die Wildsäue, das durch besonders frivole Lieder bekannt wurde, und arbeitete gemeinsam mit Wolfgang Reich im Senftöpfchen-Theater, wo Fred Kassen sich durch das erotische Theater neue Besucher erhoffte.
Mit dem vom Kölner Liedermacher Hans Knipp komponierten Lied Ene Besuch em Zoo, das er im Duett mit Lotti Krekel sang, gelang ihm 1969 der Einzug in die Hitparaden. Muys wurde vom ZDF für die Sendungen Schlagerkonfetti und Narren nach Noten engagiert, zudem sollte er ab September 1970 neben Trude Herr in dem Stück Die Perle Anna von Otto Hofner im Millowitsch-Theater auftreten. Er starb jedoch im Juli des Jahres.
Muys’ kurzes, turbulentes Leben war auch von Schicksalsschlägen geprägt, deren schwerster der Unfalltod seines zehnjährigen Sohns war. Seine 1959 geschlossene Ehe wurde später geschieden. Es folgten Spielschulden, Schlägereien und Alkoholmissbrauch.

### Tod und Nachleben
Muys starb im Juli 1970 eine Woche nach seinem 45. Geburtstag in einem Kölner Krankenhaus an einem Magendurchbruch. Bei seiner Beisetzung auf dem Kölner Melaten-Friedhof erwiesen ihm fünf- bis siebentausend Trauergäste die letzte Ehre. Die Kosten für die Beerdigung übernahm das Tonstudio Cornett. Unter den Gästen befanden sich entsprechend seinem Lebensstil neben Kollegen wie Lotti Krekel, Gerhard Jussenhoven und Wolfgang Reich auch Freunde aus dem Kölner Milieu, und neben den Schleifen von Millowitsch und anderen Karnevalsgrößen gab es im Grabschmuck auch eine der Prostituierten der Friesenstraße sowie eine der „Lesben vom Café Wüsten an der Hohe Pforte“. Die Grabrede wurde von Thomas Liessem gesprochen. und die Kapelle Hardy van den Driesch spielte das Lied Ene Besuch im Zoo.
Ein geplanter Gedenkbrunnen wurde nicht umgesetzt. Sein Weggefährte Knipp schrieb 1989 für die kölsche Musikgruppe Bläck Fööss das Lied D’r leeve Jung, das dem Karnevalsoriginal ein Denkmal setzte.
Im Dezember 2015 wurde bekannt, dass die Stadt Köln das Grab von Horst Muys nach 45 Jahren entfernen lassen wollte, da die Nutzungsfrist abgelaufen und es in dieser Zeitspanne auch kein Ehrengrab geworden war. Durch eine Spendenaktion konnte das verhindert werden. Die restaurierte Grabstätte wurde im Februar 2018 der Öffentlichkeit vorgestellt.